# James Flora
James Royer „Jim“ Flora (* 25. Januar 1914 in Bellefontaine, Ohio; † 9. Juli 1998 in Rowaytown, Connecticut) war ein amerikanischer Gebrauchsgrafiker und bildender Künstler, der auch als Autor von Kinderbüchern erfolgreich war.

## Leben und Wirken
Flora wollte ursprünglich Architekt werden; 1933 erhielt er ein Stipendium für die Boston Architectural League, musste aber aus wirtschaftlichen Gründen in einem Restaurant arbeiten. Von 1935 bis 1939 besuchte er die Art Academy of Cincinnati und war als Assistent eines Wandmalers beschäftigt, der sich auf religiöse Bildthemen spezialisiert hatte. Zwischen 1939 und 1942 arbeitete er für die Little Man Press, eine Handpressendruckerei, die der Autor Robert Lowry gegründet hatte. Flora betätigte sich dort als künstlerischer Leiter und fertigte Holzschnitte an, die in kleinen Auflagen von 125 bis 400 Exemplaren gedruckt wurden.
Nach einer kurzen Zeit als Werbegrafiker in Cincinnati schickte Flora als begeisterter Jazzfan an Columbia Records eigene Entwürfe für Jazzplatten, die damals im Gegensatz zu den Produktionen klassischer Musik (die von Alex Steinweiss gestaltet wurden) grafisch kaum gestaltet wurden. Daraufhin wurde er 1942 von Columbia eingestellt, wo er unter Alex Steinweiss illustrierte Plattencover entwarf, aber auch Anzeigen illustrierte und Prospekte sowie Einzelhandels- und Fachliteratur gestaltete. Als Steinweiss 1943 zum Wehrdienst eingezogen wurde, wurde Flora zum Art Director befördert. Im selben Jahr startete er Columbias monatliches Prospekt für Neuerscheinungen, Coda, das er bis 1945 weiter illustrierte und gestaltete, als er zum Werbeleiter befördert wurde. Ab 1947, als die nach Kriegsende aufgehobene Rationierung von Schellack und das Ende des Recording ban wieder eine Schallplattenproduktion in größerem Umfang ermöglichten, erschienen Floras Graphiken auf den Plattencovern der Schellackplatten von Columbia.
Flora kündigte 1950 als Werbeleiter und Verkaufsförderungsmanager bei Columbia, weil er selbst kaum noch künstlerisch tätig war. 1951 begann er eine freiberufliche Karriere als Gebrauchsgrafiker und illustrierte Titelseiten und Innenartikel für unterschiedliche Magazine wie Fortune, Holiday, Life, Look, Newsweek, New York Times Magazine, Mademoiselle, Charm, Sports Illustrated, Collier’s und Pic. Von Januar bis Dezember 1952 war er Art Director beim New Yorker Park East Magazine, für das er anschließend freiberuflich tätig war.
Als 1953 Robert M. Jones, der bei Columbia unter ihm gearbeitet hatte, Art Director beim Musiklabel RCA Victor wurde, erteilte er Flora Aufträge für die Gestaltung zahlreicher Plattencover, u. a. von Charlie Barnet (Redskin Romp), Lord Buckley (Hipsters, Flipsters…), Pete Jolly, Shorty Rogers (Courts the Count), Nick Travis (The Panic Is On), Charlie Ventura und des Sauter-Finegan Orchestra (Inside…). Zeitgleich arbeitete Flora auch als freier Mitarbeiter für Columbia, illustrierte Plattencover und belebte Coda in den Jahren 1952 und 1953 neu. Für seine unverwechselbare und eigenwillige Gestaltung von Albumcovers wurde er international bekannt. Diese Arbeiten kommen zu einem Ende, als 1956 die Fotografie endgültig ihren Einzug in die Cover-Gestaltung hielt.
Von 1955 bis 1969 arbeitete Flora mit der Kinderbuchredakteurin Margaret K. McElderry zusammen; gemeinsam schufen sie elf Kinderbücher. Zwischen 1972 und 1982 gestaltete er weitere Kinderbücher. Unter seinem Namen erschienen insgesamt 17 Kinderbücher. Saskia Heintz übersetzte davon Die Kuh, die mal niesen musste im Jahr 2013.
Floras Druckgraphiken hat Irwin Chusid 2007 in dem Band The Mischievous Art of Jim Flora versammelt. Weiterhin erschien 2009 The Sweetly Diabolic Art of Jim Flora, dem 2013 die Albumcover in dem Band The High Fidelity Art of Jim Flora folgten.

## Kinderbücher
- 1957: The Day the Cow Sneezed, ISBN 1592700977.
  - 2013: Die Kuh, die mal niesen musste, Carl Hanser Verlag, ISBN 978-3446241589.
- 1959: Charlie Yup and His Snip-Snap Boys
- 1961: Leopold, the See-Through Crumbpicker
- 1962: Kangaroo for Christmas
- 1965: Grandpa’s Farm
- 1969: Little Hatchy Hen
- 1980: Wanda and the Bumbly Wizard
- 1982: Grandpa’s Witched-Up Christmas